# Société pour le financement de l'industrie cinématographique et audiovisuelle
Les sociétés pour le financement de l'industrie cinématographique et audiovisuelle (SOFICA) sont des sociétés de droit français de capital-investissement destinées à la collecte de fonds privés consacrés exclusivement au financement de la production et de la distribution d'œuvres cinématographiques et audiovisuelles.  
Depuis leur création en 1985, les SOFICA ont participé au financement de plus de 3 000 films et séries, soit plus du tiers de la production française sur la période,. Complément indispensable du soutien public et de l'investissement des chaînes de télévision, elles contribuent aujourd’hui au financement de la moitié des films français. 

## Historique
Au cours des années 1980, le nombre d’entrées en salles de cinéma en France a diminué de façon drastique, passant de plus de 200 millions d’entrées en 1982 à moins de 125 millions en 1988. En conséquence, la plupart des producteurs ne parvenaient plus à rentabiliser leurs films que lors des 2e et 3e diffusions sur les chaînes hertziennes, c’est-à-dire 5 à 7 ans après la sortie du film en salle, ce qui menaçait la viabilité financière de leurs sociétés.
Parallèlement, l’attrait croissant de la jeunesse française pour les productions hollywoodiennes faisaient anticiper une perte d’influence du cinéma français, quoi que des statistiques aient démontré que celle-ci restait stable en France à cette époque.
Dans ce contexte où germait l’idée de défendre une « exception culturelle française », le législateur français a décidé en 1985 de soutenir la création française, en créant l’instrument financier des SOFICA, sociétés destinées à apporter aux producteurs indépendants des financements supplémentaires, versés avant le 1er jour de tournage.

## Fonctionnement
Les SOFICA sont créées soit à l’initiative de professionnels du cinéma et de l’audiovisuel, soit à celle d’opérateurs du secteur bancaire et financier.
Ce ne sont ni des coproducteurs, ni des distributeurs, ni des diffuseurs, mais un instrument de financement du cinéma et de l’audiovisuel.
Il s’agit de sociétés d'investissement, qui collectent des fonds auprès des particuliers, moyennant une réduction d'impôt sur le revenu, pour les investir dans la production et la distribution cinématographique et audiovisuelle contre des droits à recettes des œuvres ainsi cofinancées.
Longtemps considéré comme un produit destiné à une clientèle aisée, le dispositif SOFICA a progressivement été élargi. Aujourd'hui, le montant minimum de souscription est généralement fixé à 5 000 €, quoiqu'il soit parfois plus bas.
Les sommes versées en vue de la souscription en numéraire au capital d'une SOFICA ouvrent droit, pour les contribuables domiciliés en France, à une réduction d'impôt sur le revenu égale à 30 % du montant des souscriptions. Le taux est porté à 36 % lorsque la SOFICA s'engage à réaliser au moins 10 % de ses investissements dans des sociétés de production avant le 31 décembre de l'année suivant celle de la souscription. Ce même taux est porté de 36 % à 48 % lorsque la société s'engage en outre à consacrer :
- Soit au moins 10  % de ses investissements à des dépenses de développement de séries ;
- Soit au moins 10  % de ses investissements en contrats d'association à la production non adossés, en contrepartie de l'acquisition de droits portant exclusivement sur les recettes d'exploitation des œuvres à l'étranger [10],[11].

En pratique, entre 2007 et 2016, la quasi-totalité des foyers bénéficiaires (96% en moyenne) bénéficient du taux le plus élevé.
Le montant des sommes ainsi collectées par les SOFICA est plafonné à un niveau fixé aujourd’hui à 73 millions d’euros annuels. Ce montant est réparti par le CNC entre les différentes sociétés selon des critères fixés par la Charte des SOFICA.
Liste des SOFICA agréées en 2023 pour des investissements en 2024 : Sofitvcine 12 ; SG Image 2023; Palatine Étoile 22 ; La Banque Postale Image 18 ; Impact SOFICA ; Indefilms 13 ; Entourage 3 ; Cofinova 21 ; Cofimage 36 ; Cinéventure 10 ; Cinémage 19 ; Cinecap 8 ; Cineaxe 6. Le montant total agréé est de 73 000 000 €. 
Les SOFICA organisent leurs investissements selon trois types de contrats distincts :
- Les conventions d’aide au développement (destinées à cofinancer l’écriture des scénarios) ;
- Les contrats d’association à la production (conclus préalablement au tournage des films ou des séries) ;
- Les contrats d'associations à la distribution (conclus préalablement à la sortie en salle des films ou des séries).

Le souscripteur s'engage pour sa part à conserver ses titres pendant au moins cinq ans à compter de leur acquisition. Il obtiendra alors son retour sur investissement.

## Organisation
Le Centre national du cinéma et de l’image animée (CNC) assure le pilotage du dispositif en étroite liaison avec la direction générale des finances publiques (DGFIP/ Bureau des agréments). 
Contrairement à d’autres dispositifs fiscaux qui interviennent également dans le financement de la production cinématographique (dispositif Dutreil, crédit d'impôt cinéma etc.), le dispositif SOFICA est un véritable instrument de politique publique. 
En effet, les SOFICA sont tenues d’investir 90% des sommes récoltées au bénéfice de films d'initiative française, favorisant la diversité culturelle, la création indépendante et les films de jeunes auteurs.
Elles font donc l’objet d’un contrôle strict des pouvoirs publics via une triple tutelle du CNC, de la DGFiP, et de l’AMF : 
- Le capital des SOFICA est soumis chaque année à un agrément du ministre chargé de l’économie et des finances, présentée auprès de la Direction générale des Finances publiques (DGFiP).
- Le Centre national du cinéma et de l'image animée (CNC) est également informé de cette demande. Les deux organismes vérifient alors le respect des critères d’éligibilité et examinent la qualité du bilan des investissements passés et des engagements à venir. La DGFiP notifie ensuite les agréments et les montants autorisés de collecte aux gestionnaires de SOFICA.
- En parallèle, l’Autorité des marchés financiers (AMF) délivre des visas les autorisant les SOFICA à faire appel à l'épargne privée.

Enfin, un commissaire du gouvernement siège aux comités de sélection des projets de chacune des SOFICA.
Les 12 SOFICA agréées sont membres de l’Association de représentation des SOFICA (ARS). L'association a pour mission d'assurer l'efficacité et de préserver la pérennité du dispositif SOFICA, de le promouvoir auprès des professionnels et des investisseurs et de contribuer aux réflexions relatives à l'adaptation et l'amélioration de leur régime en concertation avec les organismes de tutelle. Serge Hayat en est l'actuel président.
En décembre 2021, l'ARS publie un bilan pluriannuel 2016-2020 de l'investissement des SOFICA.

## Le «Rapport Boutonnat» sur le financement privé de la production et de la distribution cinématographiques et audiovisuelles
Remis en décembre 2018 au Ministère de la Culture, le « rapport Boutonnat» envisageait des pistes de travail devant permettre de constituer un « nouveau chapitre de la politique publique du cinéma et de la création audiovisuelle ». 
À ce titre, il préconisait notamment de maintenir et d’améliorer le dispositif SOFICA pour accompagner la transition du secteur. 

## Statistiques
Depuis 1985, 1,8 milliard d'euros ont été investis par les SOFICA dans le cinéma et l'audiovisuel français, et près de 2 500 longs métrages ont été ainsi soutenus financièrement. 
En 2018, les SOFICA ont financé plus de la moitié des films d’initiative française. Ces financements cumulés ont représenté en moyenne 6,3 % du budget total des œuvres et 16% des fonds engagés en contrepartie de recettes brutes. L'apport des SOFICA s'est surtout avéré essentiel pour certains films au financement fragile. Par exemple, en 2018, près de 17% des films dans lesquels ont investi les SOFICA n'ont aucun pré-achat TV et 34% des films n'ont qu'un pré-achat d'une chaîne payante.
Les films ayant bénéficié d'un financement SOFICA sont souvent plébiscités par la critique et par les grands festivals internationaux. 
Ainsi, les deux dernières Palmes d'Or françaises au Festival de Cannes (Titane de Julia Ducournau en 2021 et Anatomie d'une Chute de Justine Triet en 2023) ont été financées par des SOFICA. On pourrait citer également Portrait de la jeune fille en feu de Céline Sciamma (prix du Scénario 2019) ou Les Misérables de Ladj Ly (prix du Jury 2019).
À la Cérémonie des César du cinéma 2020, les films SOFICA ont été récompensés par 17 statuettes, c’est-à-dire qu’ils ont remportés 85% des prix, dont les 4 plus prestigieux : meilleur film, meilleur réalisateur, meilleur acteur, meilleure actrice.
Les SOFICA ont participé aux financements de séries télévisées française parmi les plus exportées à l’étranger, comme Le Bureau des légendes (dans 70 territoires), Dix pour cent (dans 60 territoires) ou encore Paf, le chien (dans 180 territoires).
Les SOFICA participent également au financement de succès populaires comme Un p'tit truc en plus qui a dépassé le cap des 10 millions d'entrées en 2024 .

## Exemples d'œuvres
Compte tenu de la raréfaction des autres sources de financement (diminution des à-valoir des distributeurs, concentration des pré-achats des chaînes de télévision), de nombreuses œuvres ayant bénéficié d’un apport SOFICA récemment n’aurait sans doute pas existé sans celui-ci. Parmi celles-ci, on dénombre de nombreux succès populaires et critiques. 
Au cinéma, on peut citer des longs métrages tels que :  L'Innocent, La Nuit du 12, Coupez ! Hors normes, Le Daim, Au nom de la terre, J'accuse, Le Sens de la fête, Tout le monde debout, Shéhérazade, Les Chatouilles, Babysitting, La Tête haute, Timbuktu, Hippocrate, Dheepan, Jeanne, Chambre 212, Zombi Child, Une fille facile, La Belle Époque, Alice et le Maire, Sybil etc. (liste non exhaustive).
Des films d'animation : Dilili à Paris, Minuscule 2 : Les Mandibules du bout du monde, J'ai perdu mon corps, Josep, Le Voyage du prince, Le Grand Méchant Renard et autres contes..., etc. (liste non exhaustive).
Des films documentaires : Un pays qui se tient sage, Demain est à nous, Goulag, une histoire soviétique, Latifa, le cœur au combat etc. (liste non exhaustive).
Ou encore des séries audiovisuelles telles que Le Bureau des légendes, Dix pour cent, Culottées etc. (liste non exhaustive).